# FSBP
FSBP (англ. RAD54 homolog B (S. cerevisiae)) – білок, який кодується однойменним геном, розташованим у людей на 8-й хромосомі. Довжина поліпептидного ланцюга білка становить 299 амінокислот, а молекулярна маса — 34 768.
| 10         |  | 20         |  | 30         |  | 40         |  | 50         |
| ---------- |  | ---------- |  | ---------- |  | ---------- |  | ---------- |
| MVGKARSSNF |  | TLSEKLDLLK |  | LVKPYVKILE |  | EHTNKHSVIV |  | EKNRCWDIIA |
| VNYNAIGVDR |  | PPRTAQGLRT |  | LYKRLKEYAK |  | QELLQQKETQ |  | SDFKSNISEP |
| TKKVMEMIPQ |  | ISSFCLVRDR |  | NHIQSANLDE |  | EAQAGTSSLQ |  | VMLDHHPVAI |
| TVEVKQEEDI |  | KPPPPLVLNS |  | QQSDTLEQRE |  | EHELVHVMER |  | SLSPSLSSVD |
| MRMTSSPSSI |  | PRRDDFFRHE |  | SGEHFRSLLG |  | YDPQILQMLK |  | EEHQIILENQ |
| KNFGLYVQEK |  | RDGLKRRQQL |  | EEELLRAKIE |  | VEKLKAIRLR |  | HDLPEYNSL  |

A: Аланін

C: Цистеїн

D: Аспарагінова кислота

E: Глутамінова кислота

F: Фенілаланін

G: Гліцин

H: Гістидин

I: Ізолейцин

K: Лізин

L: Лейцин

M: Метіонін

N: Аспарагін

P: Пролін

Q: Глутамін

R: Аргінін

S: Серин

T: Треонін

V: Валін

W: Триптофан

Кодований геном білок за функцією належить до репресорів. 
Задіяний у таких біологічних процесах, як транскрипція, регуляція транскрипції, альтернативний сплайсинг. 
Локалізований у ядрі.